# Icositetraedru
| Convex, Catalan    | Convex, Johnson  |
| Convex, antiprismă | Neconvex, stelat |

În geometrie un icositetraedru este un poliedru cu 24 de fețe. Există numeroase forme simetrice, iar unele dintre cele foarte simetrice au simetrie icosaedrică chirală

## Exemple de icositetraedre

### Convexe
Există patru poliedre Catalan cu câte 24 de fețe:
| Imagine | Denumire                  | Tipul fețelor         |
| ------- | ------------------------- | --------------------- |
|         | Octaedru triakis          | triunghiuri isoscele  |
|         | Hexaedru tetrakis         | triunghiuri isoscele  |
|         | Icositetraedru romboidal  | romboizi              |
|         | Icositetraedru pentagonal | pentagoane neregulate |

Există două poliedre Johnson cu câte 24 de fețe:
| Imagine | Denumire                | Tipul fețelor                      |
| ------- | ----------------------- | ---------------------------------- |
|         | Hebesfenmegacoroană     | triunghiuri regulate și pătrate    |
|         | Dodecaedru triaugmentat | triunghiuri regulate și pentagoane |

### Alte poliedre convexe
- Prismă icosidigonală (bazele sunt 22-goane)
- Trunchi icosidigonal (bazele sunt 22-goane)
- Antiprismă endecagonală (bazele sunt 11-goane)
- Piramidă icositrigonală (baza este un 23-gon)
- Bipiramidă dodecagonală
- Cupolă endecagonală

## Neconvexe

### Stelate
| Imagine | Denumire                         | Tipul fețelor              |
| ------- | -------------------------------- | -------------------------- |
|         | Micul rombihexacron              | patrulater autointersectat |
|         | Marele rombihexacron             | patrulater autointersectat |
|         | Micul icositetraedru hexacronic  | patrulater autointersectat |
|         | Marele icositetraedru hexacronic | romboizi convecși          |
|         | Marele icositetraedru romboidal  | romboizi concavi           |
|         | Marele icositetraedru trakis     | triunghiuri isoscele       |